# هادروصوريات
الهادروصوريات أو بطيات المنقار (الاسم العلمي: Hadrosaurid)، وهي ديناصورات تنتمي إلى فوق فصيلة الهادروصورويات، وهي تتضمن الأورنيثوبودات مثل الإدمونتوصور والباراصورولوفوس. كانت هذه الحيوانات عواشب شائعة خلال العصر الطباشيري المتأخر في آسيا وأوروبا وأمريكا الشمالية. انحدرت هذه المَجموعة من ديناصورات الجوراسي المتأخر - الطباشيري المبكر الإغوانادونية ذات البنية الجسدية المُشابهة.
تقسم الهادروصوريات إلى تحت فصيلتين رئيسيتين، هما اللامبيوصورات التي تملك أعرافاً جمجمية جوفاء وأحجامها أصغر نسبياً من أفراد المَجموعة الأخرى. أما الصورولوفات فهي تفتقر إلى الأعراف الجُمجمية الجوفاء (مع أن بعض أنواعها كانت تملك أعرافاً صُلبة)، وكانت عموماً أكبر من اللاميبوصورات، وقد كانت تعد في مُعظم الأعمال حتى عام 2010 هادروصورات (الصورولوفات أو الهادروصورات).

## المُميزات
تعرف الهادروصورات ببطيات المنقار بسبب مُشابهة رؤوسها لرؤوس البط الحديث. وعند بعض الأجناس - خصوصاً الأنوتايتان - تكون الجمجمة الأمامية بكاملها مُسطحة ثم تنتفخ فجأة لتشكل منقاراً، وهو شكل مُناسب للإمساك أوراق الشجر في غابات آسيا وأوروبا وأمريكا الشمالية. لكن بالرغم من ذلك، فقد كان يَحتوي الجزء الخلفي من الفم آلاف الأسنان - بالمعنى الحرفي - القادرة على طَحن الطعام قبل ابتلاعه. وقد اُفترض أن هذا كان عاملاً أساسياً في نجاح هذه المَجموعة خلال العصر الطباشيري بالمقارنة مع الصوربودات التي كانت لا تزال تعتمد على أحجار المعدة بشكل كبير لطحن الطعام.
تابع الإحاثي مارك بورنل في عام 2009 دراستهلطرق المضغ والتغذي عند الهادروصوريات العاشبة بطية المنقار التي عاشت خلال العصر الطباشيري المتأخر. وبتحليل مئات الخدوش المايكروسكوبية على أسنان فك إدمونتوصور متحجر، استطاع الفريق تحديد الطريقة الفريدة التي تملكها الهادروصورات في التغذي التي لا تشبه ما يُوجد عند أي مخلوق حي اليوم. وبالمقارنة مع مفصل الفك السفلي المرن السائد بين الثدييات الحديثة، فالهادروصورات تملك فكوكاً فريدة تقع بين فكها العلوي وباقي جُمجمتها. وقد وَجد الفريق أن الفك العلوي عند هذه الديناصورات يَنتؤ باتجاه خارج الجُمجمة بينما يَنزلق الفك السفلي تحت الأسنان العلوية أثناء مضغ الحيوان لطعامه.

## الاكتشافات

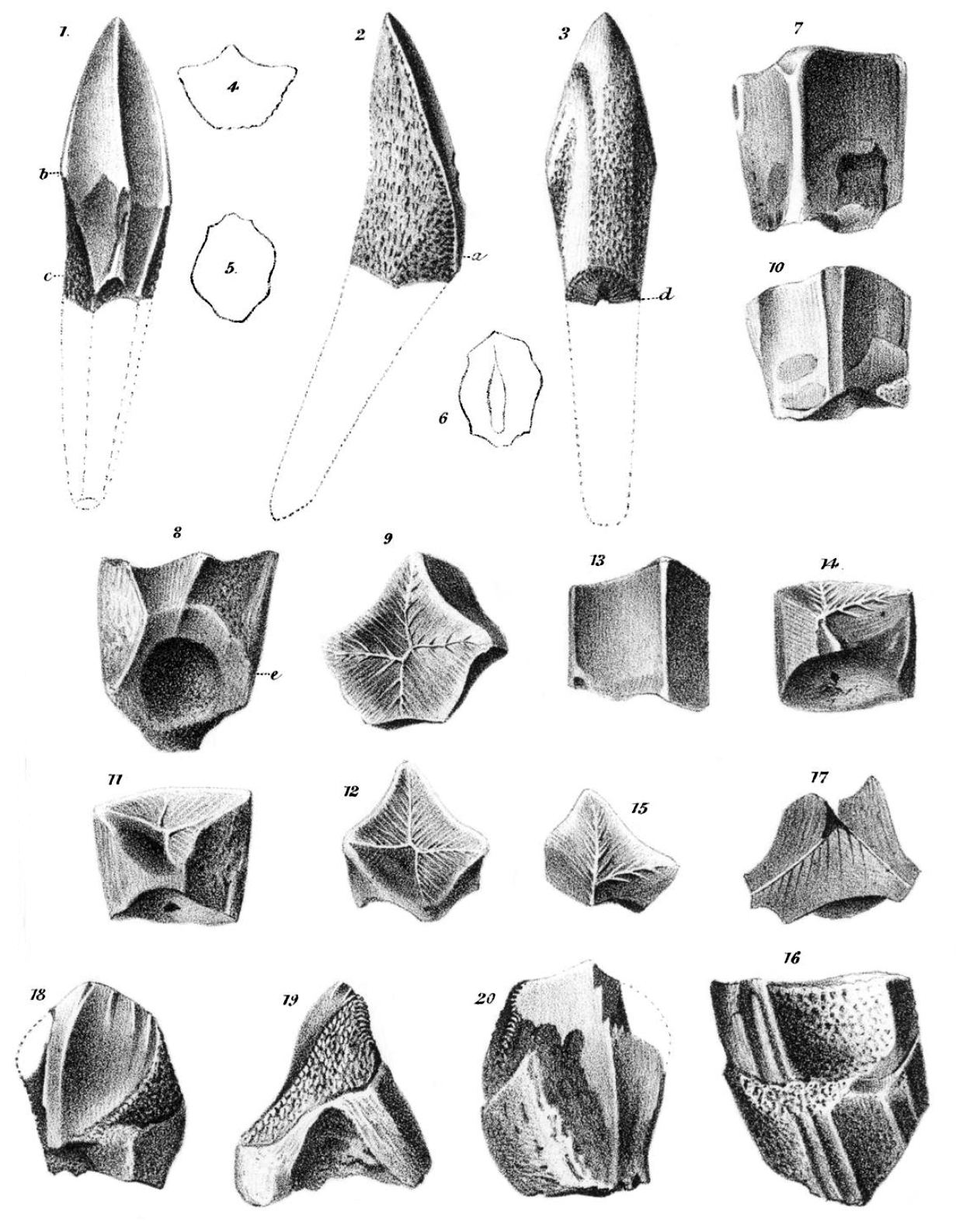
أسنان "تراكودون ميرابيلس".

كانت الهادروصوريات هي أول فصيلة ديناصورات مُثبتة عثر عليها في قارة أمريكا الشمالية، فقد عُثرَ على أولى آثار هذه الحيوانات في عامي 1855 و1856 عندما اكتشفت أحفورة لأسنان ديناصورات هادروصورية. فحص جوزيف ليدي هذه الأسنان لاحقاً وابتكر بعد ذلك جنسي التراكودون والثيسبيوس (ومن الأجناس الأخرى التي ابتكرها الترودون والدينودون والبالايوسينكس)، ومن ضمن الأنواع التي نسب إليها الأسنان كان نوع «تراكودون ميرابيلس». أما اليوم فتعتبر أسنان جنس التراكودون هذا خليط من جميع أنواع الديناصورات السيرابودية بما في ذلك السيراتبسيات. وبعد ذلك عثرَ على المَزيد والمَزيد من الأسنان التي تسببت بابتكار أجناس أخرى (والتي لم تعد مُستخدمة اليوم).

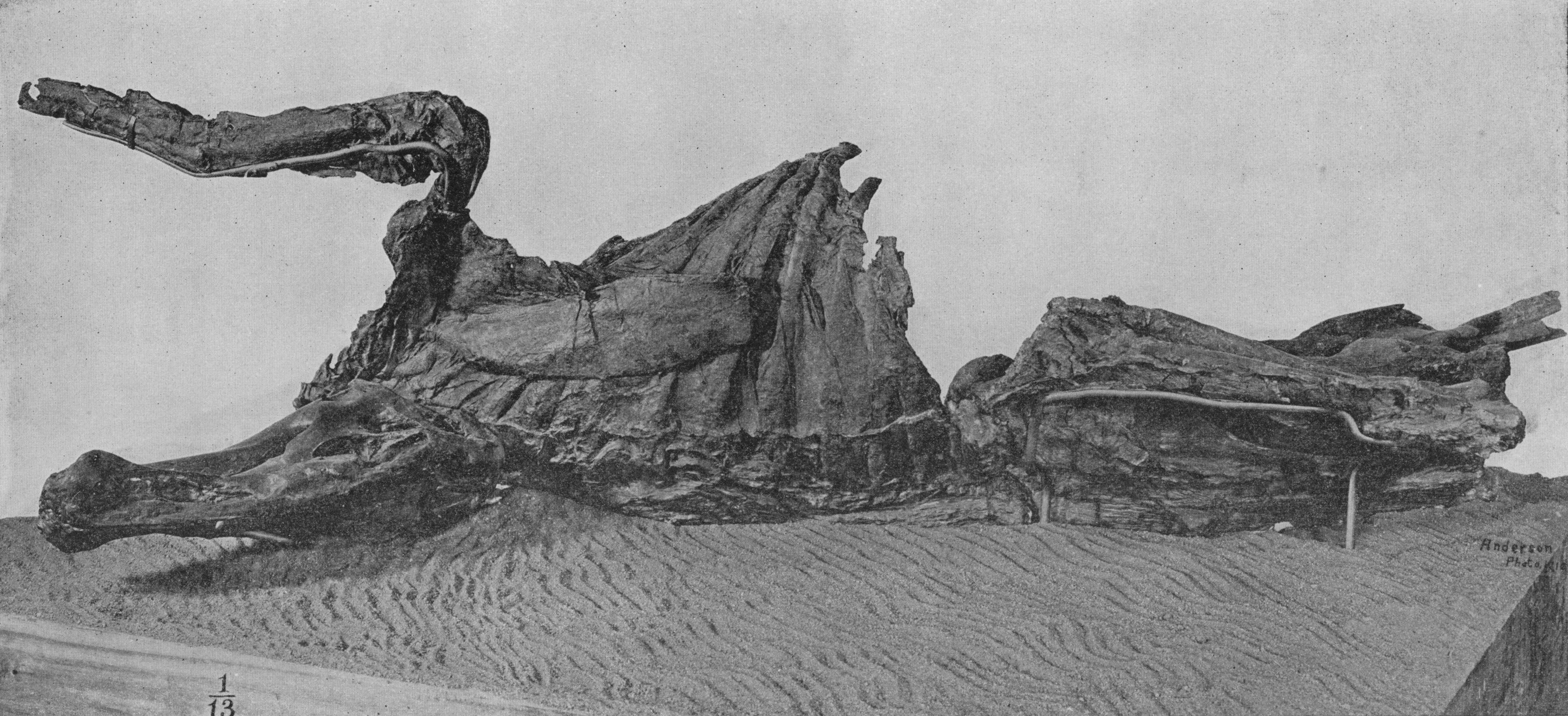
عينة إدمونتوصور مَحفوظة جيداً جداً تعرف بـ«مومياء التراكودون».

اكتشف الإحاثي إدوارد درينكر كوب في عام 1883 هيكل بطي منقار آخر غير مُغطى بالتراب، وقد أطلق عليه اسم «دِكلونيوس ميرابيلس» الذي فضله على «تراكودون ميرابيلس». لكن مع ذلك فقد استخدم جنس التراكودون - وبضع أجناس أخرى ذات أنواع قليلة - على نطاق أوسع من الدكلونيوس، وحتى عندما عُرض هيكل كوب الشهير الذي أطلق عليه «دكلونيوس ميرابيلس» في المتحف الأمريكي للتاريخ الطبيعي عرض بصفته هيكلاً لـ«ديناصور تراكودوني». وقد سُميت فصيلة الديناصورات بطية المنقار لاحقاً بـ«التراكودونيات» نسبة إلى هذا الجنس.
اكتشف جامع الأحافير تشارلز هازليوز ستينربيرغ هو وأبناؤه الثلاثة عينة لديناصور هادروصوري (إدمونتوصور أنيكتنس) مَحفوظة بشكل جيد جداً في مقاطعة كونفيرس، وايومنغ عام 1908. وبعد تحليل هنري أوزبورن لها عام 1912 أصبحت تعرف بـ«مومياء التراكودون». وقد كان جلد هذه العينة مَحفوظاً بالكامل تقريباً على شكل تجعدات.
ابتكر لورنس لامب في عام 1917 جنس «الإدمونتوصور» (السحالي الإدمونتية) بعد اكتشاف له في تشكيل إدمونتون السفلي في ألبرتا (والذي يُسمى الآن تشكيل أخدود حدوة الحصان). بدأ تصنيف الهادروصوريات يَحظى بالاهتمام عام 1942 في أفرودة لريتشارد سوان لول و«نيلدا رايت»، وقد اقترحا فيها وضع العديد من أنواع الأجناس المَشكوك بها في جنس جديد سمياه الأناتوصور، ولذا فقد أصبح يُعرف لاحقاً هيكل كوب الشهير المَعروض في المتحف الأمريكي بـ«أناتوصور كوبيي»، لكن بعد ذلك في عام 1990 غير اسم الأناتوصور إلى الإدمونتوصور. وبالرغم من تغيير اسم الجنس فقد كان أحد أنواعه مُختلفاً كفاية عن باقي أنواع الإدمونتوصور لكي يُنقل إلى جنس مُنفصل، فأصبح يُعرف بأناتوتايتان، ولذا فقد غير مُجدداً اسم هيكل كوب في المتحف الأمريكي للتاريخ الطبيعي إلى «أناتوتايتان كوبيي».

## التصنيف
كان أول من استخدم عائلة الهادروصوريات هو الإحاثي إدوارد درينكر كوب في عام 1869. ومنذ ابتكار هذه المَجموعة كان من المُلاحظ أنها مُقسمة قسمين رئيسيين هما تحت فصيلة اللامبيوصورات (التي تملك أعرافاً عموماً) وتحت فصيلة الصورولوفات (التي لا تملك أعرافاً عموماً). خلال الفترة التي تبعت ذلك زادت تحاليل علم العلاقات التصنيفية من دقة دراسة علاقات الهادروصوريات، مما أدى إلى انتشار استخدام القبائل (وهي وحدات تصنيفية أدنى من تحت الفصيلة) لوصف العلاقات بشكل أفضل ضمن كل مَجموعة من الهادروصوريات. لكن بالرغم من ذلك، فلم تعرف رسمياً بعد أو تستخدم على نطاق واسع في الأدب العديد من القبائل التي يُشار إليها في المصادر الإلكترونية.

### التقسيم
يَتضمن هذا التقسيم الديناصورات التي يُشار إليها بالهادروصوريات أو إلى إحدى تحت فصيلتيها. والهادروصوريات التي قبلت تصنيفياً لكنها لم تصنف بعد ضمن فرع حيوي ما أثناء دراسات عام 2010 مَوضوعة في أعلى صنف ضمن الجدول.
- فصيلة الهادروصوريات:
  - الكلاوصور.
  - اللوفوروثون.
  - التلماتوصور.
  - تحت فصيلة الهادروصورات:
    - الهادروصور.

  - تحت فصيلة الصورولوفات:
    - البارسبولديا.
    - البراكيلوفوصور.
    - الإدمونتوصور (=الأناتوتايتان).
    - الغريبوصور.
    - الكيربيروصور.
    - الكريتوصور (=الأناسزياصور).
    - اللوفوروثون.
    - الماياصورا.
    - النآشويبيتوصور.
    - البروصورولوفس.
    - الصورولوفس.
    - السيسيرنوصور.
    - الشانتونغوصور.
    - الولاغاصور.

  - تحت فصيلة اللامبيوصورات: